# Tokologo
Tokologo es un municipio local sudafricano situado en el distrito de Lejweleputswa, en la provincia de Estado Libre.

## Superficie
Tokologo tiene una superficie de 9317 km².

## Demografía
En 2022, tenía 29 455 habitantes, una densidad poblacional de 3,16 hab./km², y 8061 viviendas.